# Ilex angustifolioides
Ilex angustifolioides (лат.) — вид ископаемых падубов, произраставших на территории современной Германии в тортонском веке миоценовой эпохи.

## Этимология
Родовое название основано на латинском названии дуба каменного (Quercus ilex). Видовой эпитет относится к современному Ilex angustifolia и переводится как «узколистоидный».

## История изучения
Голотип B671/1798, представляющий из себя ископаемый отпечаток листа растения, был обнаружен в немецкой коммуне Энинген, располагающейся в районе Констанц. На данный момент образец находится в  Швейцарской высшей технической школе Цюриха.
В 1857 году швейцарский геолог, палеоботаник, ботаник и энтомолог Освальд фон Хеер, ставший одним из основателем палеоботаники, назвал вид Ilex denticulata.
Исследование русского ботаника-систематика Александра Борисовича Доуэльда, опубликованное в 2019 году, показало, что ещё в 1850 году был описан вид падубов, для которого использовалось в точности такое же название. В своей работе Доуэльд изменил название вида на Ilex angustifolioides.